# Aluda Managadse
Aluda Managadse (georgisch ალუდა მანაგაძე; * 8. März 1986) ist ein georgischer Gewichtheber aserbaidschanischer Herkunft.
Er startete zu Beginn seiner Laufbahn für Aserbaidschan und erreichte bei den U23-Europameisterschaften 2009 in Władysławowo den fünften Platz in der Klasse bis 94 kg. Bei den Aktiven wurde er bei den Europameisterschaften 2012 in Antalya in der Klasse bis 105 kg Siebter im Zweikampf und im Stoßen sowie Fünfter im Reißen. 2013 nahm er an der Universiade in Kasan teil, bei der er den vierten Platz erreichte. Erst danach wurde bekannt, dass er schon im Vormonat bei einer Trainingskontrolle positiv auf Oxandrolon, Dehydrochlormethyltestosteron und Stanozolol getestet worden war. Er wurde nachträglich disqualifiziert und vom Weltverband IWF für zwei Jahre gesperrt. Danach wechselte Managadse nach Georgien und wurde 2015 georgischer Vize-Meister.